# Sabulodes duoangulata
Sabulodes duoangulata là một loài bướm đêm trong họ Geometridae.